# Ivet Lalovová
Ivet Lalovová (bulharsky Ивет Лалова; * 18. května 1984, Sofie) je bulharská atletka, sprinterka jejíž specializací je běh na 100 a 200 metrů.
První úspěchy zaznamenala na juniorském mistrovství Evropy 2003 ve finském Tampere, kde vybojovala dvě zlaté medaile. K titulu ze stovky přidala také zlato z běhu na 200 metrů. O rok později reprezentovala na letních olympijských hrách v Athénách. Ve finále nejkratšího sprintu se umístila na čtvrtém místě v čase 11,00. Pátá skončila ve finále dvoustovky, když cílem proběhla v čase 22,57.
V roce 2005 se stala v Madridu halovou mistryní Evropy (200 m). 9. června zvítězila na ostravském mítinku Zlatá tretra, kde zaběhla stovku v čase 11,03 (rekord mítinku). O pár dní později 14. června na mítinku v Athénách se v rozcvičce nechtěně srazila se soupeřkou a zlomila si pravou stehenní kost. Na atletické ovály se vrátila v květnu roku 2007.